# Passiflora villosa
Passiflora villosa je biljka iz porodice Passifloraceae.